# DIAC

Schematisk symbol DIAC

DIAC (DIode for Alternating Current), är en av de grundläggande komponenterna i en kraftelektronikstyrning. DIAC tillhör tyristor-familjen.
Diacen är en triggkomponent, som leder ström när genombrottsspänningen, VBO, har nåtts momentant. Tre-, fyra- och femskiktsstrukturer kan användas. Beteendet liknar spänningsavbrottet hos en triac utan gateterminal.
När genombrott inträffar säkerställer intern positiv återkoppling (slagjonisering eller tvåtransistoråterkoppling) att dioden går in i ett område med negativt dynamiskt motstånd, vilket leder till en kraftig ökning av strömmen genom dioden och en minskning av spänningsfallet över den (vanligtvis full switch -på tar några hundra nanosekunder till mikrosekunder). Dioden förblir i ledning tills strömmen genom den sjunker under ett värde som är karakteristiskt för enheten, som kallas hållström, IH. Under denna tröskel växlar dioden tillbaka till dess högresistanta, icke-ledande tillstånd. Detta beteende är dubbelriktat, vilket vanligtvis betyder samma för båda strömriktningarna.

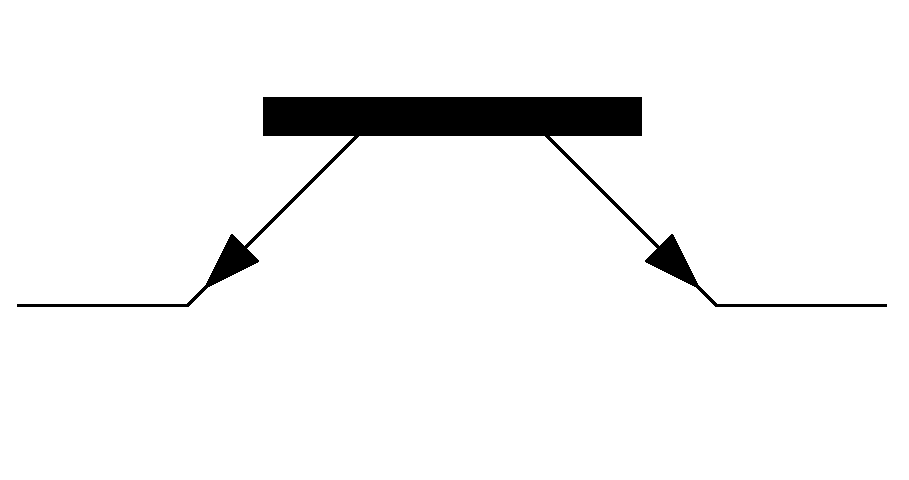
Tresikts DIAC

De flesta DIAC:er har en struktur i tre lager med brytspänning på cirka 30 V och en tillkopplingsspänning på mindre än 3 V. Deras beteende är analogt med slag- och släckspänningarna hos en neonlampa, men det kan vara mer repeterbart och äger rum vid lägre spänningar.
DIACs har ingen gate eller triggerelektrod, till skillnad från vissa andra tyristorer som de vanligtvis används för att trigga, som TRIAC. Vissa TRIAC:er, som Quadrac, innehåller en inbyggd DIAC i serie med TRIAC:s gateterminal för detta ändamål.
DIAC kallas också "symmetriska triggerdioder" på grund av symmetrin i deras karakteristiska kurva. Eftersom DIAC är dubbelriktade enheter är deras terminaler inte märkta som anod och katod utan som A1 och A2 eller huvudterminal MT1 och MT2.

Typiska DIAC spännings- och strömförhållande. V_{BO} är brytspänning.

## SIDAC

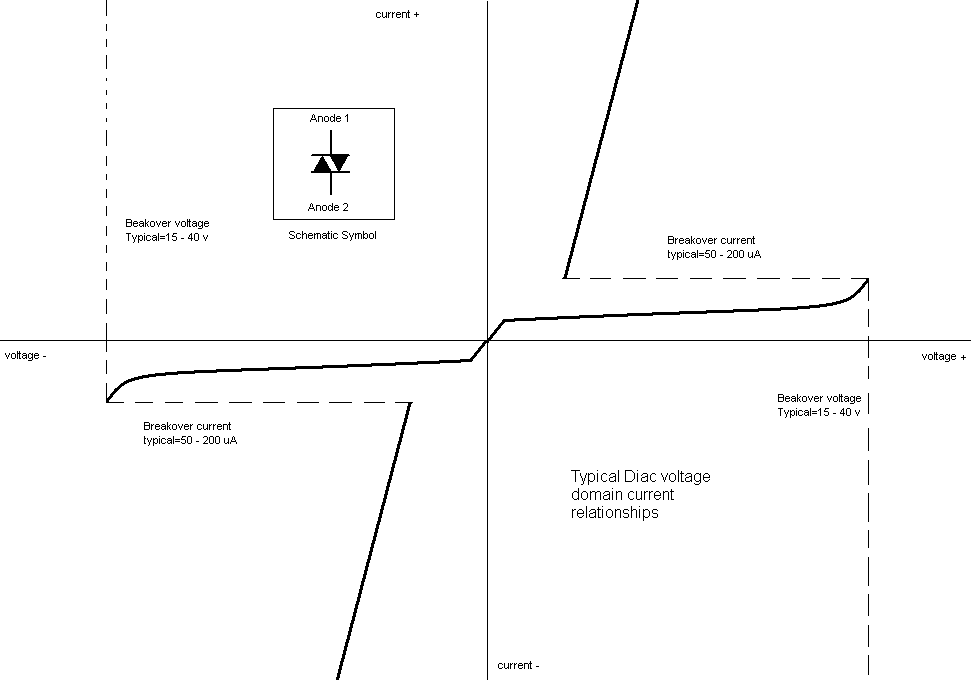
Idealiserade breakover-diodspännings- och strömförhållanden. När spänningen överstiger starttröskeln slås enheten på och spänningen faller snabbt medan strömmen ökar.

En kiseldiod för växelström (SIDAC) är en mindre vanlig enhet, elektriskt lik DIAC, men som generellt har en högre brytspänning och större strömhanteringskapacitet.
SIDAC är en annan medlem av tyristorfamiljen. Även kallad en SYDAC (kiseltyristor för växelström), dubbelriktad tyristorbrytningsdiod, eller mer enkelt en dubbelriktad tyristordiod. Den är tekniskt specificerad som en bilateral spänningsutlöst omkopplare. Dess funktion liknar den för DIAC, men en SIDAC är alltid en femlagersenhet med lågspänningsfall i låst ledande tillstånd, mer som en spänningsutlöst TRIAC utan en grind. I allmänhet har SIDAC:er högre brytspänningar och strömhanteringskapacitet än DIAC:er, så de kan användas direkt för omkoppling och inte bara för att trigga en annan omkopplingsenhet.
Funktionen hos SIDAC liknar funktionellt den för ett gnistgap, men kan inte nå dess högre temperaturvärden. SIDAC:n förblir icke-ledande tills den pålagda spänningen når eller överstiger dess nominella brytspänning. När den väl har gått in i detta ledande tillstånd genom det negativa dynamiska motståndsområdet, fortsätter SIDAC att leda, oavsett spänning, tills den pålagda strömmen faller under dess märkström. Vid denna tidpunkt återgår SIDAC till dess initiala icke-ledande tillstånd för att börja cykeln igen.
Något ovanligt i de flesta elektroniktillämpningar är SIDAC förvisad till status som en specialenhet. Men där delantal ska hållas lågt behövs enkla relaxationsoscillatorer och när spänningarna är för låga för praktisk drift av ett gnistgap är SIDAC en oumbärlig komponent.
Liknande enheter, även om de vanligtvis inte är funktionellt utbytbara med SIDAC, är tyristor surge protection device (TSPD) som säljs under varumärken som Trisil av STMicroelectronics och SIDACtor och dess föregångare Surgector av Littelfuse. Dessa är utformade för att tolerera stora överspänningsströmmar för att dämpa överspänningstransienter. I många tillämpningar betjänas denna funktion nu av metalloxidvaristorer (MOV), särskilt för att fånga spänningstransienter på elnätet.

## Användning
DIAC och SIDAC används ofta för att leverera en puls när en kondensator har laddats till genombrottsspänningen, vilket ger både kontrollerad fördröjning bestämd av laddningsmotståndet och en fast pulsenergi bestämd av kondensatorn och genombrottsspänningen. Detta är vanligt i enkla fasvinkelkontroller för AC-lampdimmer och motorhastighetskontroller. De kan också användas för att känna av överspänningsfel för att tillhandahålla en "kofots"-funktion för att driva en säkring eller ett låsningslarm som endast kan återställas genom att ta bort matningen.